# Villars-Tiercelin
Villars-Tiercelin är en ort i kommunen Jorat-Menthue i kantonen Vaud i Schweiz. Den ligger cirka 13 kilometer nordost om Lausanne. Orten har 476 invånare (2021).
Orten var före den 1 juli 2011 en egen kommun, men slogs då samman med kommunerna Montaubion-Chardonney, Peney-le-Jorat, Sottens och Villars-Mendraz till den nya kommunen Jorat-Menthue.